# Thu mua
Thu mua là quá trình tìm kiếm và đồng ý với các điều khoản và mua hàng hóa, dịch vụ hoặc công trình từ nguồn bên ngoài, thường thông qua quy trình đấu thầu cạnh tranh hoặc đấu thầu.  Thu mua được sử dụng để đảm bảo người mua nhận được hàng hóa, dịch vụ hoặc công trình ở mức giá tốt nhất có thể khi các khía cạnh như chất lượng, số lượng, thời gian và địa điểm được so sánh.  Các tập đoàn và cơ quan công cộng thường xác định các quy trình nhằm thúc đẩy cạnh tranh công bằng và cởi mở cho doanh nghiệp của họ trong khi giảm thiểu rủi ro như tiếp xúc với gian lận và thông đồng.
Hầu như tất cả các quyết định mua bao gồm các yếu tố như giao hàng và xử lý, lợi ích cận biên và biến động giá cả.  Thu mua thường liên quan đến việc đưa ra quyết định mua trong điều kiện khan hiếm.  Nếu có sẵn dữ liệu âm thanh, thì nên sử dụng các phương pháp phân tích kinh tế như phân tích lợi ích chi phí hoặc phân tích tiện ích chi phí.

## Tổng quan
Một phân biệt quan trọng nên được thực hiện giữa các phân tích mà không có rủi ro và những người có rủi ro.  Khi rủi ro có liên quan, trong chi phí hoặc lợi ích, nên sử dụng khái niệm giá trị tốt nhất.
Các hoạt động thu mua cũng thường được chia thành hai loại riêng biệt, chi tiêu trực tiếp và gián tiếp.  Chi tiêu trực tiếp đề cập đến việc thu mua liên quan đến sản xuất bao gồm tất cả các mặt hàng là một phần của thành phẩm, chẳng hạn như nguyên liệu thô, các thành phần và các bộ phận.  Thu mua trực tiếp, là trọng tâm trong quản lý chuỗi cung ứng, ảnh hưởng trực tiếp đến quá trình sản xuất của các công ty sản xuất.  Ngược lại, thu mua gián tiếp liên quan đến việc mua lại không liên quan đến sản xuất: có được tài nguyên vận hành của Cameron mà công ty mua để cho phép hoạt động.  Thu mua gián tiếp bao gồm nhiều loại hàng hóa và dịch vụ, từ các mặt hàng được tiêu chuẩn hóa như vật tư văn phòng và dầu nhờn máy cho đến các sản phẩm và dịch vụ phức tạp và tốn kém như thiết bị nặng, dịch vụ tư vấn và dịch vụ gia công.
| Thu mua trực tiếp và thu mua gián tiếp | Thu mua trực tiếp và thu mua gián tiếp          | Thu mua trực tiếp và thu mua gián tiếp | Thu mua trực tiếp và thu mua gián tiếp | Thu mua trực tiếp và thu mua gián tiếp |
| -------------------------------------- | ----------------------------------------------- | -------------------------------------- | -------------------------------------- | -------------------------------------- |
|                                        |                                                 | Các loại                               |                                        |                                        |
| Thu mua trực tiếp                      | Thu mua gián tiếp                               |                                        |                                        |                                        |
| Nguyên liệu sản xuất                   | Bảo trì, sửa chữa, và vận hành vật tư, gia công | Tư bản và dịch vụ                      |                                        |                                        |
| F E A T U R E S                        | Số lượng                                        | Lớn                                    | Thấp                                   | Thấp                                   |
| F E A T U R E S                        | Tần số                                          | Cao                                    | Khá cao                                | Thấp                                   |
| F E A T U R E S                        | Giá trị                                         | Ngành công nghiệp cụ thể               | Thấp                                   | Cao                                    |
| F E A T U R E S                        | Thiên nhiên                                     | Hoạt động                              | Chiến thuật                            | Chiến lược                             |
| F E A T U R E S                        | Ví dụ                                           | Dầu thô trong ngành dầu khí            | Dầu nhờn, phụ tùng                     | Kho chứa dầu thô                       |

## Chủ đề

### Thu mua so với tìm nguồn cung ứng so với mua lại
Thu mua là một thành phần của khái niệm rộng hơn về tìm nguồn cung ứng và mua lại.  Thông thường, thu mua được xem là có tính chiến thuật hơn (quá trình mua vật lý một sản phẩm hoặc dịch vụ) và tìm nguồn cung ứng và mua lại được xem là chiến lược và bao quát hơn.
Viện Quản lý cung ứng (ISM)  định nghĩa nguồn cung cấp chiến lược là quá trình xác định các nguồn có thể cung cấp các sản phẩm hoặc dịch vụ cần thiết cho tổ chức mua lại.  Thuật ngữ thu mua được sử dụng để phản ánh toàn bộ quá trình hoặc chu kỳ mua hàng, và không chỉ các thành phần chiến thuật.  ISM định nghĩa thu mua là một chức năng tổ chức bao gồm phát triển thông số kỹ thuật, phân tích giá trị, nghiên cứu thị trường nhà cung cấp, đàm phán, hoạt động mua, quản lý hợp đồng, kiểm soát hàng tồn kho, giao thông, nhận và lưu trữ.  Mua hàng đề cập đến chức năng chính của một tổ chức chịu trách nhiệm mua các vật liệu, dịch vụ và thiết bị cần thiết.
Đại học Quốc phòng Hoa Kỳ (DAU) định nghĩa thu mua là hành động mua hàng hóa và dịch vụ cho chính phủ.  DAU định nghĩa mua lại như các khái niệm, bắt đầu, thiết kế, phát triển, kiểm tra, hợp đồng, sản xuất, triển khai, Logistics Support (LS), sửa đổi, và xử lý các loại vũ khí và các hệ thống khác, vật tư, dịch vụ (bao gồm cả xây dựng) để làm hài lòng Bộ Quốc phòng nhu cầu, dự định sử dụng trong hoặc hỗ trợ các nhiệm vụ quân sự.
Mua lại và tìm nguồn cung ứng là những khái niệm rộng hơn nhiều so với thu mua.
Nhiều mô hình kinh doanh tìm nguồn cung ứng tồn tại và mô hình mua lại tồn tại.

### Quá trình mua lại
Quá trình mua lại sửa đổi cho các hệ thống lớn trong công nghiệp và quốc phòng được thể hiện trong hình tiếp theo.  Quá trình được xác định bởi một loạt các giai đoạn trong đó công nghệ được xác định và trưởng thành thành các khái niệm khả thi, sau đó được phát triển và sẵn sàng cho sản xuất, sau đó các hệ thống được sản xuất được hỗ trợ trong lĩnh vực này.

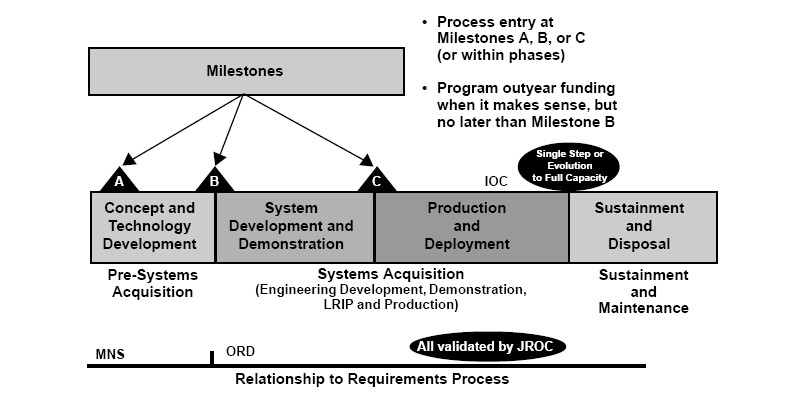
Mô hình của quá trình mua lại

Quá trình cho phép một hệ thống nhất định đi vào quy trình tại bất kỳ giai đoạn phát triển nào.  Ví dụ, một hệ thống sử dụng công nghệ chưa được chứng minh sẽ bước vào giai đoạn đầu của quy trình và sẽ trải qua giai đoạn trưởng thành công nghệ kéo dài, trong khi một hệ thống dựa trên công nghệ trưởng thành và đã được chứng minh có thể tham gia trực tiếp vào phát triển kỹ thuật hoặc, có thể hình dung, thậm chí là sản xuất.  Quá trình tự bao gồm bốn giai đoạn phát triển:
- Phát triển khái niệm và công nghệ nhằm mục đích khám phá các khái niệm thay thế dựa trên các đánh giá về nhu cầu hoạt động, sự sẵn sàng về công nghệ, rủi ro và khả năng chi trả.
- Giai đoạn phát triển khái niệm và công nghệ bắt đầu với việc khám phá khái niệm.  Trong giai đoạn này, các nghiên cứu khái niệm được thực hiện để xác định các khái niệm thay thế và cung cấp thông tin về khả năng và rủi ro sẽ cho phép so sánh khách quan các khái niệm cạnh tranh.
- Giai đoạn trình diễn và phát triển hệ thống có thể được nhập trực tiếp do cơ hội công nghệ và nhu cầu cấp thiết của người dùng, cũng như thông qua phát triển khái niệm và công nghệ.
- Giai đoạn cuối cùng và dài nhất là giai đoạn bền vững và xử lý của chương trình.  Trong giai đoạn này, tất cả các hoạt động cần thiết được thực hiện để duy trì và duy trì hệ thống trong lĩnh vực này theo cách hiệu quả nhất về chi phí có thể.

### Tìm nguồn cung ứng mô hình kinh doanh
Các quan chức thu mua ngày càng nhận ra rằng các quyết định của nhà cung cấp mua hàng của họ rơi vào sự liên tục từ các giao dịch mua đơn giản đến các hợp tác nhà cung cấp - nhà cung cấp chiến lược phức tạp hơn.  Điều quan trọng là các quan chức thu mua phải sử dụng mô hình kinh doanh tìm nguồn cung ứng phù hợp với từng tình huống của người mua và người bán.  Có bảy mô hình liên tục tìm nguồn cung ứng: nhà cung cấp cơ bản, nhà cung cấp được phê duyệt, nhà cung cấp ưa thích, mô hình dịch vụ dựa trên hiệu suất / quản lý, mô hình kinh doanh Vested, mô hình dịch vụ chia sẻ và quan hệ đối tác công bằng.
- Một mô hình nhà cung cấp cơ bản là dựa trên giao dịch; nó thường có một mức giá thiết lập cho các sản phẩm và dịch vụ riêng lẻ có nhiều lựa chọn thị trường tiêu chuẩn.  Thông thường các sản phẩm hoặc dịch vụ này có sẵn, với rất ít sự khác biệt trong những gì được cung cấp.
- Một mô hình nhà cung cấp được phê duyệt sử dụng cách tiếp cận dựa trên giao dịch trong đó hàng hóa và dịch vụ được mua từ các nhà cung cấp đủ tiêu chuẩn đáp ứng hiệu suất nhất định hoặc các tiêu chí lựa chọn khác.
- Mô hình nhà cung cấp ưu tiên cũng sử dụng mô hình kinh tế dựa trên giao dịch, nhưng điểm khác biệt chính giữa nhà cung cấp ưu tiên và các mô hình dựa trên giao dịch khác là người mua đã chọn chuyển sang mối quan hệ nhà cung cấp, nơi có cơ hội cho nhà cung cấp thêm giá trị gia tăng cho doanh nghiệp của người mua để đáp ứng các mục tiêu chiến lược.
- Một mô hình dịch vụ dựa trên hiệu suất (hoặc mô hình dịch vụ được quản lý) nói chung là một thỏa thuận nhà cung cấp chính thức, dài hạn kết hợp mô hình hợp đồng quan hệ với mô hình kinh tế dựa trên đầu ra.  Nó tìm cách thúc đẩy trách nhiệm của nhà cung cấp đối với các thỏa thuận cấp dịch vụ dựa trên đầu ra (SLA) và/hoặc các mục tiêu giảm chi phí.
- Một mô hình kinh doanh tìm nguồn cung ứng là một mối quan hệ lai kết hợp mô hình kinh tế dựa trên kết quả với mô hình hợp đồng quan hệ.  Các công ty tham gia vào các thỏa thuận hợp tác cao được thiết kế để tạo và chia sẻ giá trị cho người mua và nhà cung cấp ở trên và ngoài.
- Một mô hình dịch vụ chia sẻ thường là một tổ chức nội bộ dựa trên sự sắp xếp gia công của một nhánh.  Sử dụng phương pháp này, các quy trình thường được tập trung vào SSO tính phí cho các đơn vị kinh doanh hoặc người dùng cho các dịch vụ họ sử dụng.
- Một quan hệ đối tác công bằng tạo ra một thực thể ràng buộc pháp lý; nó có thể có các hình thức pháp lý khác nhau, từ việc mua một nhà cung cấp (mua lại), để tạo ra một công ty con, đến các liên doanh chia sẻ vốn cổ phần hoặc tham gia vào các thỏa thuận hợp tác (hợp tác).

### Phần mềm thu mua
Phần mềm thu mua (thường được dán nhãn là phần mềm thu mua điện tử) quản lý các quy trình mua hàng điện tử hoặc thông qua điện toán đám mây.

### Vòng đời thu mua
Hầu hết các tổ chức nghĩ về quá trình thu mua của họ theo vòng đời.    Các công ty tư vấn và chuyên gia khác nhau đã phát triển các khuôn khổ khác nhau.  Một số bước phổ biến nhất từ các khung phổ biến nhất bao gồm:
- Xác định nhu cầu và phân tích yêu cầu là một bước nội bộ liên quan đến sự hiểu biết về các mục tiêu kinh doanh bằng cách thiết lập một chiến lược ngắn hạn (ba đến năm năm) cho danh mục chi tiêu tổng thể theo sau là xác định hướng và yêu cầu kỹ thuật.
- Phân tích thị trường cấp vĩ mô bên ngoài: Một khi một tổ chức hiểu được các yêu cầu của nó, nó sẽ nhìn ra bên ngoài để đánh giá thị trường tổng thể.  Một phần quan trọng của phân tích thị trường là hiểu được khả năng cạnh tranh tổng thể của thị trường và các xu hướng có khả năng tác động đến tổ chức.
- Phân tích chi phí là sự tích lũy, kiểm tra và thao tác dữ liệu chi phí để so sánh và dự đoán.  Một phân tích chi phí là quan trọng để giúp một tổ chức đưa ra quyết định mua.
- Nhận dạng nhà cung cấp bao gồm xác định các nhà cung cấp cụ thể có thể cung cấp sản phẩm hoặc dịch vụ cần thiết.  Có nhiều nguồn để tìm kiếm các nhà cung cấp tiềm năng.  Một nguồn tốt là triển lãm thương mại.  Phần mềm thu mua hiện đại thường kết hợp một danh mục nhà cung cấp cho hàng hóa và dịch vụ được tiêu chuẩn hóa.
- Thỏa thuận không tiết lộ (NDA): Việc yêu cầu các nhà cung cấp ký một NDA trước khi tham gia với họ là điều khá bình thường.  Điều này bảo vệ tổ chức nơi thông tin nhạy cảm được chia sẻ với nhiều nhà cung cấp tiềm năng trước khi đưa ra các yêu cầu chi tiết thường chỉ ra các quyết định chiến lược mà một công ty đã đưa ra.
- Giao tiếp với nhà cung cấp: Khi một hoặc nhiều nhà cung cấp phù hợp đã được xác định, một tổ chức thường sẽ tiến hành quá trình đấu thầu cạnh tranh.  Các tổ chức có thể sử dụng nhiều phương thức đấu thầu cạnh tranh bao gồm yêu cầu báo giá, yêu cầu đề xuất, yêu cầu thông tin, yêu cầu đấu thầu, yêu cầu giải pháp hoặc yêu cầu hợp tác.  Một số tổ chức chọn sử dụng dịch vụ thông báo để nâng cao sự cạnh tranh cho cơ hội đã chọn.  Các hệ thống này có thể trực tiếp từ phần mềm đấu thầu điện tử của chúng hoặc dưới dạng thông báo được đóng gói lại từ hệ thống bên ngoài.  Trong bước này liên hệ trực tiếp có thể được thực hiện với các nhà cung cấp.  Tài liệu tham khảo về chất lượng sản phẩm / dịch vụ được tư vấn và bất kỳ yêu cầu nào đối với các dịch vụ tiếp theo bao gồm lắp đặt, bảo trì và bảo hành đều được nghiên cứu.  Các mẫu của sản phẩm / dịch vụ đang được xem xét có thể được kiểm tra hoặc thử nghiệm được thực hiện.  Các tổ chức nên thực hiện đánh giá rủi ro, tổng chi phí phân tích quyền sở hữu và đánh giá giá trị tốt nhất trước khi lựa chọn nhà cung cấp / giải pháp cuối cùng.
- Đàm phán và ký kết hợp đồng: Các cuộc đàm phán được thực hiện thường bao gồm giá cả, tính sẵn có, tùy chỉnh và lịch trình giao hàng.  Các chi tiết được nêu trong một đơn đặt hàng hoặc hợp đồng chính thức hơn.
- Quản lý hậu cần và hiệu suất: Chuẩn bị nhà cung cấp, tiến hành, giao hàng, giao hàng và thanh toán cho sản phẩm / dịch vụ được hoàn thành, dựa trên các điều khoản hợp đồng.  Cài đặt và đào tạo cũng có thể được bao gồm.  Một tổ chức nên đánh giá hiệu suất của sản phẩm / dịch vụ khi chúng được tiêu thụ.  Thẻ điểm nhà cung cấp là một công cụ phổ biến cho mục đích này.  Khi sản phẩm / dịch vụ đã được tiêu thụ hoặc xử lý, hợp đồng hết hạn hoặc sản phẩm hoặc dịch vụ sẽ được đặt hàng lại, tổ chức nên xem lại trải nghiệm của họ với sản phẩm / dịch vụ.  Nếu sản phẩm / dịch vụ được đặt hàng lại, công ty sẽ xác định xem xét xem xét các nhà cung cấp khác hay tiếp tục với cùng một nhà cung cấp.
- Quản lý nhà cung cấp và liên lạc: Các tổ chức có nhiều hàng hóa hoặc dịch vụ chiến lược đòi hỏi giao diện liên tục với nhà cung cấp sẽ sử dụng quy trình quản lý mối quan hệ nhà cung cấp.  Các mối quan hệ gia công chiến lược nên thiết lập các quy trình quản trị chính thức.

### Hiệu suất thu mua
Viện thu mua và cung ứng điều lệ (CIPS) thúc đẩy mô hình "năm quyền", theo đó là "một công thức truyền thống thể hiện các mục tiêu cơ bản của thu mua và các tiêu chí chung để đo lường hiệu quả thu mua", đó là hàng hóa và dịch vụ được đo lường mua phải đúng chất lượng, đúng số lượng, giao đúng nơi, đúng thời điểm và thu được đúng giá.  CIPS cũng cung cấp một danh sách thay thế của năm quyền là "mua [ing] hàng hóa hoặc dịch vụ đúng chất lượng, đúng số lượng, từ đúng nguồn, đúng thời điểm và đúng giá.
Ardent Partners đã xuất bản một báo cáo vào năm 2011, đưa ra một cái nhìn toàn diện, toàn ngành về những gì đang xảy ra trong thế giới thu mua tại thời điểm đó bằng cách dựa trên kinh nghiệm, hiệu suất và quan điểm của gần 250 cán bộ thu mua và các giám đốc thu mua khác.  Báo cáo bao gồm hiệu suất thu mua chính và điểm chuẩn hoạt động mà các nhà lãnh đạo thu mua sử dụng để đánh giá sự thành công của các tổ chức của họ.  Báo cáo này cho thấy bộ phận thu mua trung bình quản lý 60,6% tổng chi tiêu của doanh nghiệp.  Biện pháp này, thường được gọi là "chi tiêu dưới sự quản lý", đề cập đến tỷ lệ phần trăm của tổng chi tiêu của doanh nghiệp (bao gồm tất cả chi tiêu trực tiếp và gián tiếp) mà một tổ chức thu mua quản lý hoặc ảnh hưởng.  Ngoài ra, thuật ngữ này có thể được sử dụng để chỉ tỷ lệ phần trăm chi tiêu có thể chịu được ảnh hưởng bởi thu mua, "chi tiêu có thể đánh địa chỉ" là chi tiêu có khả năng bị ảnh hưởng.  Bộ phận thu mua trung bình cũng đạt được mức tiết kiệm hàng năm là 6,7% trong chu kỳ báo cáo gần đây, chiếm 52,6% chi tiêu có thể giải quyết được và có tỷ lệ tuân thủ hợp đồng là 62,6%.

### Mối quan hệ với tài chính
Thu mua và Tài chính, như các chức năng trong cấu trúc doanh nghiệp, đã xảy ra bất hòa.  Bản chất gây tranh cãi trong mối quan hệ của họ có lẽ có thể được quy cho lịch sử thu mua của chính nó.  Trong lịch sử, Thu mua đã được coi là thuộc hạ của Tài chính.  Một lý do đằng sau nhận thức này có thể được gán cho ngữ nghĩa.  Khi Thu mua còn ở giai đoạn sơ khai, nó được gọi là một hoạt động thương mại trực tuyến.  Và do đó, bộ phận thu mua được gọi là bộ phận thương mại chứ không phải bộ phận thu mua: từ "thương mại" được hiểu là có liên quan đến tiền.  Và do đó, rõ ràng là thu mua sẽ trở thành câu trả lời trực tiếp cho Tài chính.  Một yếu tố khác, không kém phần căn cứ về ngữ nghĩa, là các bộ phận thu mua (hay đúng hơn là các bộ phận thương mại) luôn được xem là những người tiêu tiền.  Ấn tượng này là đủ để đặt thu mua trong chức năng Tài chính.  Thật dễ dàng để biết lý do tại sao thu mua và Tài chính là các chức năng có lợi ích chung không thể hòa giải được.  Trong khi Thu mua quan tâm cơ bản với việc chi tiêu hoặc giải ngân tiền, Tài chính, về bản chất, thực hiện vai trò cắt giảm chi phí.  Đó là cơ bản lý do tại sao nguyện vọng của Thu mua đã liên tục được kiểm tra bởi các mệnh lệnh cắt giảm chi phí của Tài chính.  Tuy nhiên, khái niệm này đã thay đổi khi nhiều nhân viên thu mua chính bắt đầu tranh luận về quyền tự chủ hơn và ít can thiệp hơn từ các bộ phận Tài chính.

## Thu mua công
Thu mua công nói chung là một lĩnh vực quan trọng của nền kinh tế.  Tại châu Âu, thu mua công chiếm 16,3% GDP cộng đồng năm 2013.

### Thu mua công cộng xanh
Trong thu mua công cộng xanh (GPP), các cơ quan hợp đồng và các thực thể tính đến các vấn đề môi trường khi đấu thầu hàng hóa hoặc dịch vụ.  Mục tiêu là giảm tác động của việc thu mua đối với sức khỏe con người và môi trường.
Tại Liên minh châu Âu, Ủy ban đã thông qua truyền thông về thu mua công vì một môi trường tốt hơn, nơi đề xuất mục tiêu chính trị là thu mua công 50% xanh để các quốc gia thành viên đạt được vào năm 2010   Ủy ban Châu Âu đã khuyến nghị các tiêu chí GPP cho 21 nhóm sản phẩm / dịch vụ có thể được sử dụng bởi bất kỳ cơ quan công quyền nào ở Châu Âu .
GPP có thể được áp dụng cho các hợp đồng cả trên và dưới ngưỡng áp dụng Chỉ thị Thu mua.  Chỉ thị Thu mua 2014 cho phép các cơ quan công quyền xem xét các vấn đề môi trường.  Điều này áp dụng trong quá trình thu mua trước, như là một phần của chính quy trình thu mua và trong việc thực hiện hợp đồng.  Các quy tắc liên quan đến loại trừ và lựa chọn nhằm đảm bảo mức độ tuân thủ tối thiểu theo luật môi trường của các nhà thầu và nhà thầu phụ.  Các kỹ thuật như chi phí vòng đời, đặc điểm kỹ thuật của quy trình sản xuất bền vững và sử dụng các tiêu chí giải thưởng môi trường có sẵn để giúp các cơ quan hợp đồng xác định giá thầu ưu tiên môi trường.

### Thu mua có thể truy cập
Mục 508  Hoa Kỳ và tiêu chuẩn của Ủy ban Châu Âu EN 301 549  yêu cầu thu mua công để thúc đẩy khả năng tiếp cận.  Điều này có nghĩa là mua các sản phẩm và công nghệ có các tính năng trợ năng được tích hợp để thúc đẩy truy cập cho khoảng 1 tỷ người trên toàn thế giới bị khuyết tật.

## Thủ tục đấu thầu thay thế
Có một số lựa chọn thay thế cho đấu thầu cạnh tranh truyền thống có sẵn trong thu mua chính thức.  Một cách tiếp cận đã đạt được động lực ngày càng tăng trong ngành xây dựng và giữa các nền kinh tế đang phát triển là lựa chọn quy trình lập kế hoạch (SIP), cho phép các nhà phát triển dự án và người mua thiết bị thực hiện các thay đổi đáng kể theo yêu cầu của họ một cách dễ dàng.  Quy trình SIP cũng cho phép các nhà cung cấp và nhà thầu đáp ứng với độ chính xác và khả năng cạnh tranh cao hơn do thời gian thực hiện thường dài hơn mà họ có đủ khả năng.  Nghiên cứu của Đại học Tennessee  cho thấy các phương pháp Yêu cầu Giải pháp và Yêu cầu liên kết (còn được gọi là yêu cầu đối tác hoặc yêu cầu hợp tác) cũng có được lực kéo như là lựa chọn thay thế khả thi và phương pháp hợp tác hơn để lựa chọn nhà cung cấp chiến lược - đặc biệt là thuê ngoài.

## Gian lận
Nhận thức được tác động tiêu cực của gian lận thu mua, OECD đã công bố các hướng dẫn về cách phát hiện và chống gian lận giá thầu.
Gian lận thu mua có thể được định nghĩa là có lợi thế không trung thực, tránh nghĩa vụ hoặc gây tổn thất cho tài sản công hoặc các phương tiện khác nhau trong quá trình thu mua của công chức, nhà thầu hoặc bất kỳ người nào khác tham gia thu mua.  Một ví dụ là một cú đá lại, theo đó một đại lý không trung thực của nhà cung cấp trả cho một đại lý không trung thực của người mua để chọn giá thầu của nhà cung cấp, thường ở mức giá tăng cao.  Các gian lận khác trong thu mua bao gồm:
- Thông đồng giữa các nhà thầu để giảm cạnh tranh.
- Cung cấp cho các nhà thầu với thông tin "bên trong" trước.
- Đệ trình hóa đơn sai hoặc lạm phát cho các dịch vụ và sản phẩm không được giao hoặc công việc không bao giờ được thực hiện.  "Nhà cung cấp bóng tối", các công ty vỏ được thiết lập và sử dụng để thanh toán, có thể được sử dụng trong các chương trình như vậy.
- Cố ý thay thế các vật liệu không đạt tiêu chuẩn mà không có thỏa thuận của khách hàng.
- Sử dụng các hợp đồng "nguồn duy nhất" mà không cần biện minh chính đáng.
- Sử dụng các tiêu chuẩn sơ tuyển trong thông số kỹ thuật để loại trừ một cách không cần thiết các nhà thầu đủ điều kiện.
- Phân chia các yêu cầu để đủ điều kiện cho các thủ tục mua nhỏ để tránh sự xem xét kỹ lưỡng cho các thủ tục xem xét hợp đồng của các giao dịch mua lớn hơn.